# Lyndhurst (Engeland)
Lyndhurst is een civil parish in het graafschap Hampshire in Groot-Brittannië. De plaats grenst aan Southampton en afficheert zichzelf als hoofdstad van het New Forest. Er bevindt zich een museum dat aan het New Forest is gewijd.
Lyndhurst is ook de plek waar Alice Liddell ligt begraven (als Alice Hargreaves). Zij is de hoofdpersoon in de verhalen van Alice's Adventures in Wonderland.

## Galerij

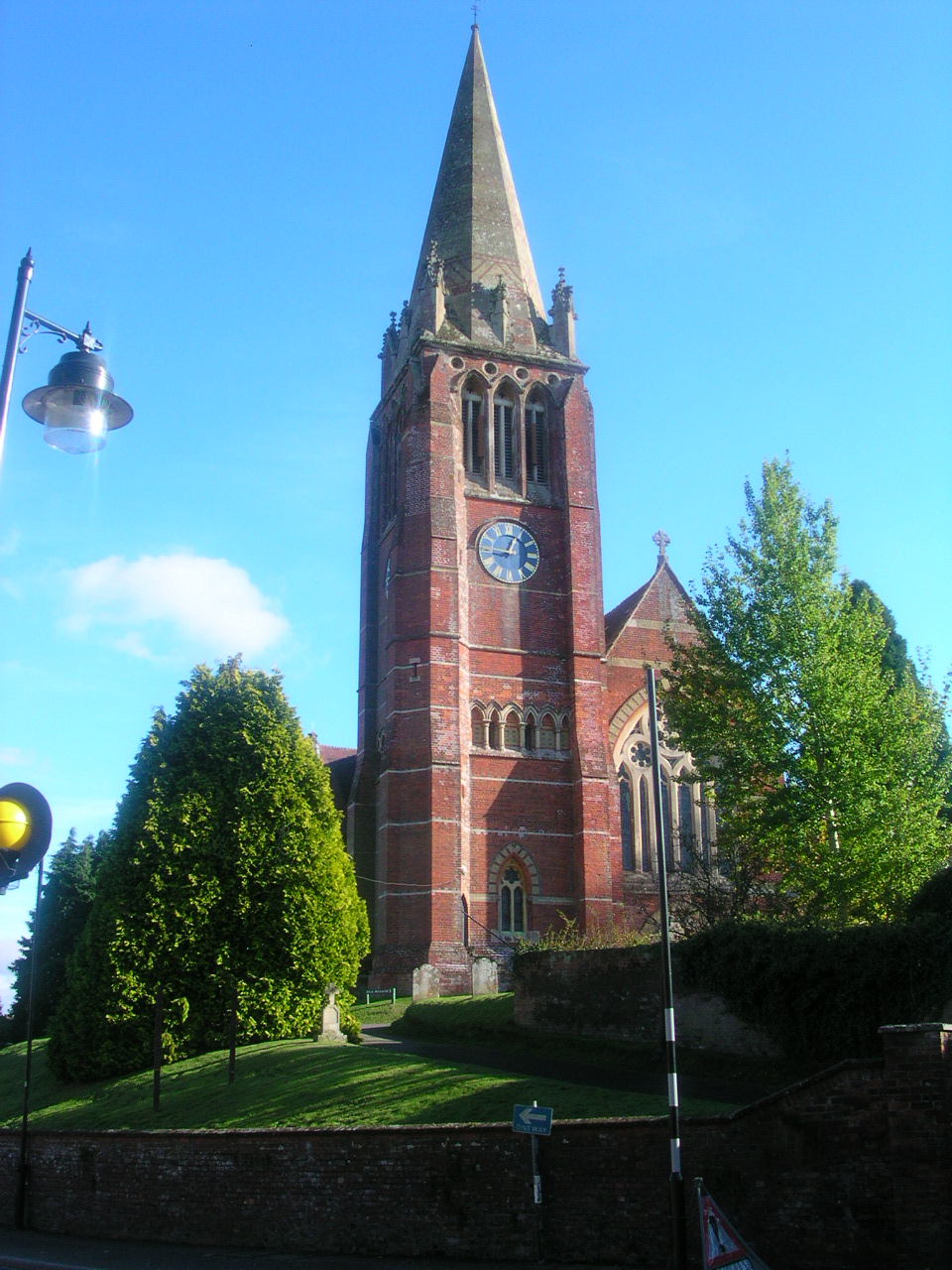
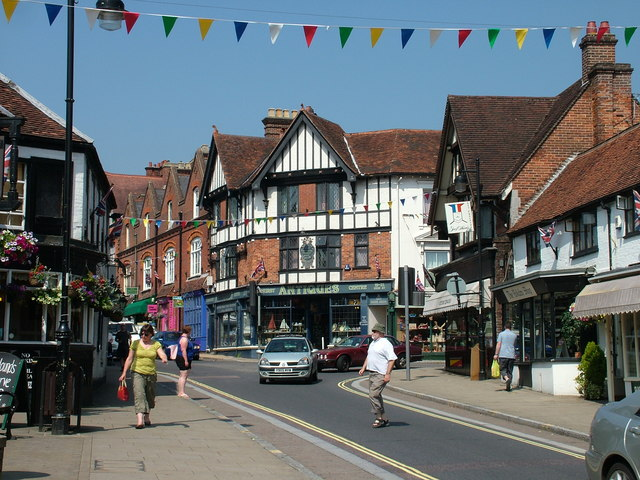
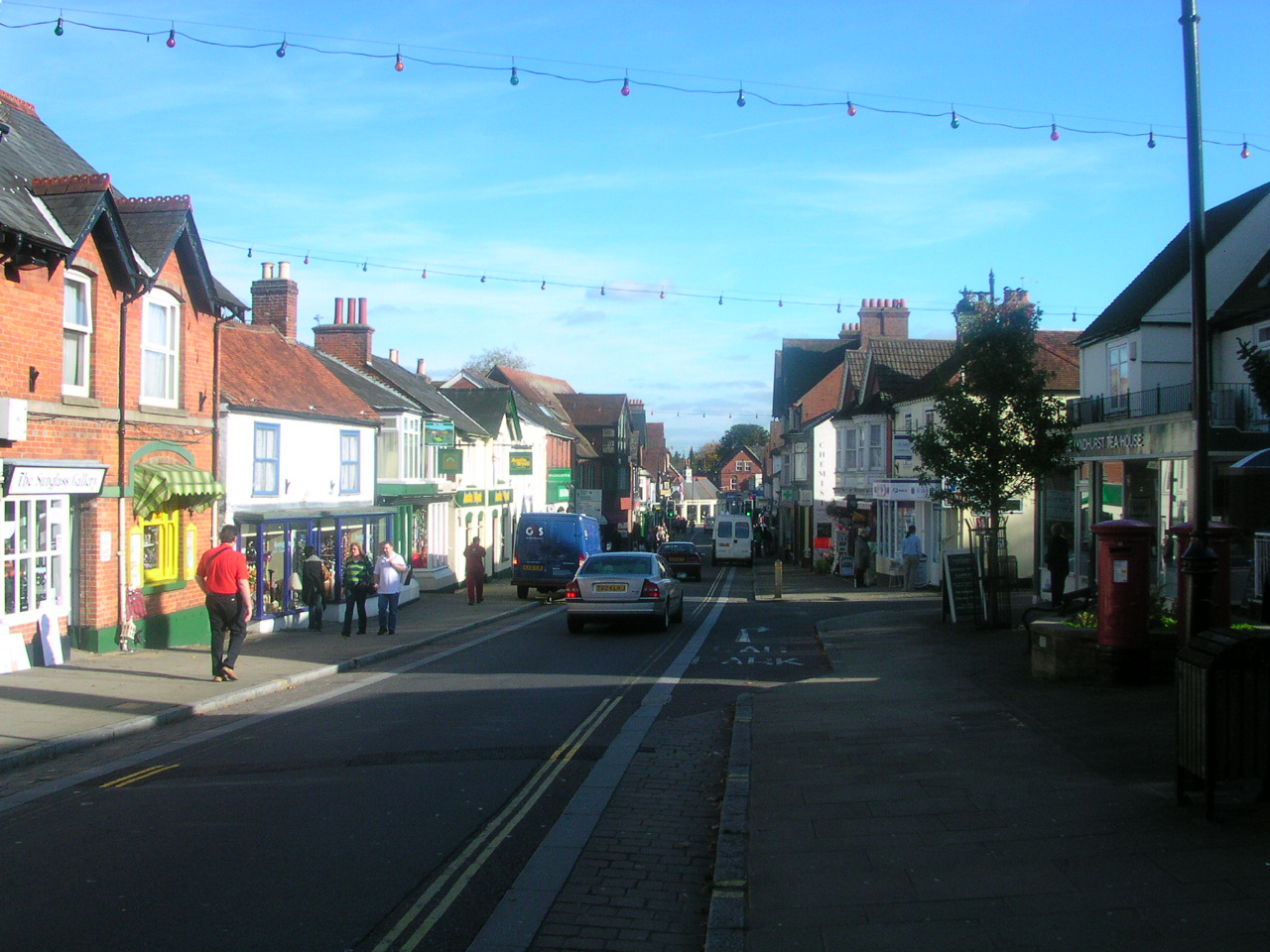